# Numerio Cestio
Numerio Cestio (in latino: Numerius Cestius; ... – dopo il 55) è stato un magistrato e senatore romano, console dell'Impero romano.

## Biografia
Ben poche sono le informazioni riguardanti Cestio. Sono stati ipotizzati legami con gli altri Cestii consolari del periodo, ossia Gaio Cestio Gallo console ordinario del 35 e il figlio Gaio Cestio Gallo console suffetto del 42: ciò rivelerebbe da una parte una forte fedeltà della gens alla dinastia imperiale e un apprezzamento da parte di quest'ultima, con tre consoli e la nomina a legato di Siria nel 63 del console suffetto del 42, e dall'altra un'origine della famiglia forse da Praeneste o dalla Campania (anche se sono attestati Cestii anche in altre parti del Lazio e in Sicilia).
Della carriera di Cestio è noto solo un incarico, che però lo vede al vertice dello stato romano: egli fu infatti console suffetto nel 55, primo anno del principato di Nerone, come sostituto del princeps stesso al fianco del patrizio Lucio Antistio Vetere, con un mandato bimestrale da marzo ad aprile, quando i due furono sostituiti dagli illustri Publio Cornelio Dolabella e Lucio Anneo Seneca.
Dopo il consolato, Cestio scompare dalla storia.